# 2976 Lautaro
2976 Lautaro је астероид. Приближан пречник астероида је 38,42 ,
а средња удаљеност астероида од Сунца износи 3,342 астрономских јединица (АЈ).
Инклинација (нагиб) орбите у односу на раван еклиптике је 9,806 степени, а орбитални период износи 2232,175 дана (6,111 година). Ексцентрицитет орбите астероида износи 0,144.
Апсолутна магнитуда астероида износи 10,90 а геометријски албедо 0,052.
Астероид је откривен 22. априла 1974. године.